# 考利 (怀俄明州)
考利（英語：Cowley）是美国怀俄明州比格霍恩县下属的一座城鎮。该鎮的人口在2000年为560人，2010年有655，2011年则估计有661人。